# Fazenda Mondesir
A Fazenda Mondesir é um haras do turfe brasileiro. Foi fundada em 1934, no município de Lorena em São Paulo pelo casal Antônio Joaquim Peixoto de Castro (amigo e protegido de Getúlio Vargas) e sua esposa Zélia Peixoto de Castro. Na década de 70, o Haras passou a se chamar Fazenda Mondesir e depois de 41 anos de nascimentos em solo Paulista, transferiu-se para Bagé, no Rio Grande do Sul.

## Resultados
- 1 vencedor da Tríplice Coroa Brasileira (GG.PP. "Outono",Cruzeiro do Sul e Distrito Federal ): Timão (56)
- 1 vencedor do Prêmio Consagração: Timão (56)
- 3 vencedores de Grande Prêmio Brasil: Janus (76); Sunset (78) e Anilite (84).
- 3 vencedores de Grande Prêmio São Paulo: Bretagne (85) e Cisplatine (86).
- 8 vencedores de Grande Prêmio Cruzeiro do Sul - Derby Brasileiro: Talvez (41); Manguari (49); Platina (52); Quiproquó (53); Timão (56); Zuido (60); Macar (72) e Implausible (91).
- 4 vencedores de Grande Prêmio Derby Paulista: Timão (55); Vândalo (57); Egoismo (64) e Nicho (72).
- 16 Grande Prêmio Diana - Derby Feminino: Colita (34-35); Platina (52); Uja (57); Chirua (62); Diese (63); Edicão (64); Ambição (66); Virga (81); Asola (82-83); Dimane (85); Ialou (90); Indian Chris (91); Bike (2003); Ever Love (2005).

## Históricos Campeões
Entre seus ganhadores vamos citar os campeões, Quiproquó, Talvez, Prosper, Timão, Apollon, Janus, Gulf Star, Sunset, Bambu, Xaveco, Xandrez, Jau, Cisplatine, Bretagne, Anilite, Indian Chris, Ever Love, Velvet Green, Deep Blue, Vada, Virga, Juturna, Zuido e Maldita. 

## Importações
Importou vários chefes de raça que por obrigação não podemos deixar de mecionar, como por exemplo, King Salmon (uma das maiores importações da criação brasileira), Sayani, Legend of France, Swallow Tail, Waldmeister, Nedawi, Ghadeer, St. Chad, Vagabond, Royal Dancer juntaram-se aos nacionais Manguari, Prosper, Xaveco, Quiproquó, Gulf Star e Timão e são os mais importantes sementais da criação Mondesir.     